# گابریل شورر
گابریل شورر (انگلیسی: Gabriel Schürrer؛ زادهٔ ۱۶ اوت ۱۹۷۱) بازیکن سابق و مربی فوتبال اهل آرژانتین است. او بهترین دوران حرفه‌ای خود را در اسپانیا گذراند و تقریباً در یک دهه کامل (۱۹۹۶ تا ۲۰۰۴، ۰۷-۲۰۰۶) برای پنج باشگاه مختلف، در مجموع ۲۳۵ مسابقه بازی کرد و ۱۳ گل در لا لیگا به ثمر رساند.
وی همچنین در تیم ملی فوتبال آرژانتین بازی کرده است.